# Lacepede Bay
Lacepede Bay är en vik i Australien. Den ligger i delstaten South Australia, omkring 240 kilometer sydost om delstatshuvudstaden Adelaide.
Trakten runt Lacepede Bay är nära nog obefolkad, med mindre än två invånare per kvadratkilometer. Genomsnittlig årsnederbörd är 719 millimeter. Den regnigaste månaden är juli, med i genomsnitt 125 mm nederbörd, och den torraste är januari, med 16 mm nederbörd.